# Музей музыкальных инструментов имени Гурминджа Завкибекова
Музе́й музыка́льных инструме́нтов и́мени Гурми́нджа Завкибе́кова (сокращённо — Музей Гурминджа, тадж. Осорхонаи асбобҳои мусиқии ба номи Гурминҷ Завқибеков) — частный музей в районе Исмоили Сомони в центре Душанбе — столицы Таджикистана.

## История
Музей был основан в 1990 году музыкантом и актёром, народным артистом Таджикской ССР Гурминджем Завкибековым, в честь которого и назван. Основатель музея возглавлял его до своей смерти в 2003 году, с тех пор музеем заведует его сын Икбол Завкибеков, также профессиональный музыкант. Куратор музея — Лола Улугова. Изначально музей располагался в здании, где когда-то проживал Гурминдж Завкибеков, на улице Бохтар, однако в 2018 году ему пришлось переехать на новое место на улице Шота Руставели из-за строительства автостоянки «Вефа-центра» на месте дома Гурминджа.

## Экспозиция
В музее Гурминджа представлено около 100 традиционных музыкальных инструментов народов Таджикистан, преимущественно собранных Завкибековым во время экспедиций по его родному региону — Горно-Бадахшанской автономной области. Среди них доминируют струнные инструменты — тары, дутары, гиджаки, рубабы. Также представлены некоторые элементы материальной культуры памирцев, не связанные с музыкой.
На базе музея регулярно проходят концерты, лекции и другие культурно-просветительские мероприятия.